# Matteo di Foix (conte di Comminges)
Matteo di Foix o Matteo di Foix-Grailly (... – 1453) è stato conte di Comminges dal 1419 al 1443 in quanto marito di Margherita di Comminges. Egli fu inoltre membro dell'Ordine del Toson d'oro a partire dal 1440.

## Biografia
Matteo nacque da Arcimbaldo di Grailly e da Isabella, contessa di Foix, viscontessa di Béarn, Marsan e Castelbon.
Probabilmente cresciuto alla corte di Francia come suo fratello maggiore Giovanni, fu nominato cavaliere nel 1413. In quel periodo si avvicinò a Giovanni, detto il Senza Paura, duca di Borgogna. Come ricompensa per la sua lealtà, il re Carlo VI di Francia, alleato di Filippo III il Buono, duca di Borgogna, gli fece dono della viscontea di Narbona, di proprietà del visconte Guglielmo III, un sostenitore del delfino Carlo, in quel periodo in rotta con il padre. Matteo non ne poté però mai prendere possesso, in quanto la città era fedele al suo legittimo signore.
Nel 1419 sposò Margherita di Comminges, suocera di Guglielmo III. Dopo averla estromessa dal governo della contea di Comminges la rinchiuse, privandola della sua libertà. Poco dopo, nonostante la sua conclamata fedeltà al re, abbandonò l'alleanza borgognona, facendo giuramento di fedeltà al delfino Carlo, da cui fu nominato governatore del Delfinato dal 1426 al 1428.
(J. C. L. Simondo de' Sismondi, Storia dei francesi)
Dopo la morte di suo fratello Giovanni, assunse la reggenza della contea di Foix per suo nipote Gastone IV. Infelici, i suoi sudditi chiesero il ritorno della contessa Margherita, facendo appello a re Carlo VII, che ordinò la sua liberazione. Matteo però rifiutò, trasferendosi con sua moglie a Foix. Nel 1440 divenne Cavaliere dell'Ordine del Toson d'oro. Carlo VII fece sequestrare la contea di Comminges da Giovanni IV d'Armagnac e nel 1441 scoppiò la guerra tra le contee di Foix e Armagnac, interrotta solo dalla campagna anglo-francese del 1442. Dopo questa spedizione militare, Carlo VII ordinò nuovamente il rilascio di Margherita, avvenuto il 17 gennaio 1443.  La contessa morì poco dopo, lasciando in eredità Comminges alla Corona.
Nel 1449, Matteo accompagnò Gastone IV all'assedio di Mauléon. Morì quattro anni dopo.

## Matrimonio e discendenza
Si sposò per la prima volta il 16 luglio 1419 con Margherita († 1443), contessa di Comminges, da cui non ebbe figli.
Vedovo, Matteo si risposò intorno al 1446 con Caterina, figlia di Raimondo Arnaldo di Coarraze, barone di Aspet, da cui ebbe invece discendenza:
- Giovanna, sposata nel 1460 con Giovanni, visconte di Caraman e barone di Saint-Félix;
- Margherita, sposata nel 1471 con il governatore Antonio di Bonneval.

Da un'amante ebbe anche un figlio illegittimo, Giovanni-Battista di Foix, noto come "Bastardo di Grailly",  che sarà successivamente vescovo di Dax e Comminges, legittimato nel 1498.